# Mark Joyce
Mark Joyce (ur. 11 sierpnia 1983 roku) – angielski snookerzysta. Plasuje się na 74. miejscu pod względem zdobytych setek w profesjonalnych turniejach, ma ich łącznie 123.

## Kariera
Jako amator zdobył Mistrzostwo Europy U-19 (2001).
W gronie zawodowców (Main Tour) występuje od 2006 roku.
Do 2009 roku jego najlepszym występem w turnieju rankingowym było dojście do fazy głównej turnieju Grand Prix w 2009 roku (1/16 finału).
W sezonie 2010/2011 dotarł do trzeciej rundy (ćwierćfinału) turnieju UK Championship. W tym samym turnieju wbił najwyższego dotychczas breaka w karierze – 143 punkty.
Obecnie notowany na 58. miejscu oficjalnej listy rankingowej.
Na stałe mieszka w Walsall.